# 顧大章
顧大章（1576年—1625年），一名佖，字伯欽，號塵客，直隸蘇州府常熟縣人，民籍，明朝政治人物。東林六君子之一，被魏忠賢閹黨陷害後自縊。

## 生平
萬曆二十五年（1597年）丁酉科應天鄉試第一百三十二名舉人，三十五年（1607年）中式丁未科會試第一百五名，三甲第十六名進士，與左光斗、周朝瑞、袁化中等東林黨人同榜。刑部觀政，授泉州府推官，居官直道为怀，刚方不挠，有异绩。三十七年（1609年）改泉州府教授。三十九年（1611年）調常州府教授。四十一年（1613年）升國子監博士。四十六年（1619年）升刑部主事、官至員外郎，大章熟諳法律，手批口决，當時很多經驗豐富的吏員都比不上他。
天啟元年（1621年）任廣西鄉試正考官，同年升刑部福建司員外郎，天啟二年（1622年）調兵部武庫司員外郎，剛正不阿，為魏黨所忌恨，遭構陷，引疾歸里。
天啟四年（1624年）起為禮部祠祭司員外郎，同年升陝西按察司副使，廣寧失陷，天啟五年（1625年）顧大章援引法律條文以為王化貞當斬，熊廷弼當戍，魏黨不滿，再遭構陷，五月二十六日下獄，五君子被害後，九月十四日顧大章与弟大夏、從弟大武訣别後，服毒自盡，毒發而不死，痛入臟腑，復自縊死，年五十，時謂“東林六君子”，崇禎元年（1628年）贈太僕寺卿。泉州人感念之，祀名宦。
錢謙益為其作墓誌銘。南明弘光年間追諡裕愍。

## 家族
曾祖顧江，贈南京太常寺卿；祖父顧早，贈南京太常寺卿；父顧雲程，南京太常寺卿。嫡母周氏（封夫人，贈淑人）；生母張氏。具慶下。弟顧大韶（顧大章攣生弟）、顧大夏、顧大濩、顧大成。妻蔣氏，貴州道監察御史蔣以化女。子顧鱗生。有三女：長女嫁太學生趙士晉；次女嫁申用懋子申濟芳；三女嫁凌必正。

## 延伸阅读
[在维基数据编辑]
 《明史卷二百四十四》，出自《明史》

| 官衔          | 官衔                          | 官衔                   |
| ------------- | ----------------------------- | ---------------------- |
| 前任： 李良棟 | 明朝泉州府推官 1607年－1609年 | 繼任： 伍維新 弋陽舉人 |